# エレオノーレ・フォン・ザクセン＝アイゼナハ
エレオノーレ・フォン・ザクセン＝アイゼナハ（ドイツ語：Eleonore von Sachsen-Eisenach, 1662年4月13日 - 1696年9月9日）は、ブランデンブルク＝アンスバッハ辺境伯ヨハン・フリードリヒの妃。後にザクセン選帝侯ヨハン・ゲオルク4世の妃。

## 生涯

### 誕生からブランデンブルク＝アンスバッハ辺境伯妃まで
エレオノーレはザクセン＝アイゼナハ公ヨハン・ゲオルク1世とヨハネッタ・フォン・ザイン＝ヴィトゲンシュタイン＝ザインの間の長女である。7人の弟妹のうち4人のみが成人した。フリードリヒ・アウグスト、ヨハン・ゲオルク2世、ヨハン・ヴィルヘルム、フリーデリケ・エリーザベトである。
1681年11月4日にアイゼナハにおいてブランデンブルク＝アンスバッハ辺境伯ヨハン・フリードリヒと結婚した。ヨハン・フリードリヒにとってエレオノーレは2番目の妃であった。
1686年3月22日にヨハン・フリードリヒが死去し、ブランデンブルク＝アンスバッハ辺境伯領はヨハン・フリードリヒと最初の妃の間の子クリスティアン・アルブレヒトが継承したが、若年であったため摂政のもとで統治された。エレオノーレとクリスティアン・アルブレヒトとの関係は最初から良好ではなかったため、エレオノーレは子供たちとともにクライルスハイムに移ったが暮らしは貧しかった。まもなくエレオノーレは一人でアイゼナハに戻り、子供たちはベルリンに移され、ブランデンブルク選帝侯フリードリヒ3世に引き取られた。1691年11月にエレオノーレはベルリンを訪れ、自身の再婚の交渉に加わっている。

### ザクセン選帝侯妃
1692年4月17日にライプツィヒにおいてエレオノーレはザクセン選帝侯ヨハン・ゲオルク4世と再婚し、子供たちとともにドレスデンに移った。この結婚は、ザクセンとの同盟を望むブランデンブルク選帝侯フリードリヒ3世およびヨハン・ゲオルク4世の母アンナ・ソフィー・ア・ダンマークのすすめで行われ、表向きはザクセン選帝侯家の正嫡を得るためであったが、実際のところはヨハン・ゲオルク4世と愛妾マグダレーナ・ジビュレ・フォン・ナイトシュッツの関係を終わらせるためであった。
この結婚はうまくいかなかった。ヨハン・ゲオルク4世は愛妾マグダレーナと公然と共に住んでおり、マグダレーナはザクセン選帝侯の最初の公妾となり、一方でエレオノーレは選帝侯公邸に追いやられた。加えて、エレオノーレは1692年8月と1693年2月に2回流産を経験し、1693年12月には想像妊娠を経験した。1693年3月に、ヨハン・ゲオルク4世がすでに愛妾マグダレーナと結婚していたため、エレオノーレは法的には妃ではないという噂がザクセン宮廷に流れた。ヨハン・ゲオルク4世と愛妾との婚姻契約がなされたことを裏付ける書類が見つかったが、ヨハン・ゲオルク4世は（おそらくホーエンツォレルン家の怒りを買うのを恐れて）この婚姻契約は正式なものではないと考えていると述べ、これはマグダレーナとの子供を嫡出とするためだけであるとした 。それにもかかわらず、ヨハン・ゲオルク4世はどうしても愛妾との関係を合法なものとしたいと望み、エレオノーレおよびその子供たちを除こうとした。エレオノーレは自身と子供たちの生命の危機を感じ、選帝侯公邸を去りプレッチュに移った。この間、エレオノーレはイングランド大使ジョージ・ステップニーに信を置き、ステップニーはエレオノーレとザクセン宮廷について広範囲にわたって記録を残している。

### 夫の死後
ヨハン・ゲオルク4世は愛妾マグダレーナから移された天然痘により1694年4月27日に死去した。新選帝侯フリードリヒ・アウグスト1世は前選帝侯妃エレオノーレとその子供たちがプレッチュにとどまることを認め、エレオノーレはその2年後の1696年9月9日にプレッチェで死去した。エレオノーレはフライベルク大聖堂に埋葬された。
エレオノーレの死後、子供たちはアンスバッハの異母兄ゲオルク・フリードリヒ2世のもとに戻された。ゲオルク・フリードリヒ2世は1692年に兄クリスティアン・アルブレヒトが死去した後、ブランデンブルク＝アンスバッハ辺境伯位を継承していた。しかしゲオルク・フリードリヒ2世も若年で、摂政のもとで統治が行われ、子供たちの教育についてはほとんど関心がもたれなかった。息子ヴィルヘルム・フリードリヒはアンスバッハにとどまり、1703年に異母兄ゲオルク・フリードリヒ2世が死去した後にブランデンブルク＝アンスバッハ辺境伯位を継承した。娘カロリーネはベルリンのシャルロッテンブルク宮殿に移り、ブランデンブルク選帝侯フリードリヒ3世とその妃でエレオノーレの友人であったゾフィー・シャルロッテ・フォン・ハノーファーの庇護下に置かれた。

## 子女
最初の夫ブランデンブルク＝アンスバッハ辺境伯ヨハン・フリードリヒとの間に3人の子女をもうけた。
- ヴィルヘルミーネ・カロリーネ（1683年 - 1737年） - イギリス王兼ハノーファー選帝侯ジョージ2世妃[14][15][16]
- フリードリヒ・アウグスト（1685年）
- ヴィルヘルム・フリードリヒ（1686年 - 1723年） - ブランデンブルク＝アンスバッハ辺境伯